# Kerstin Haberecht

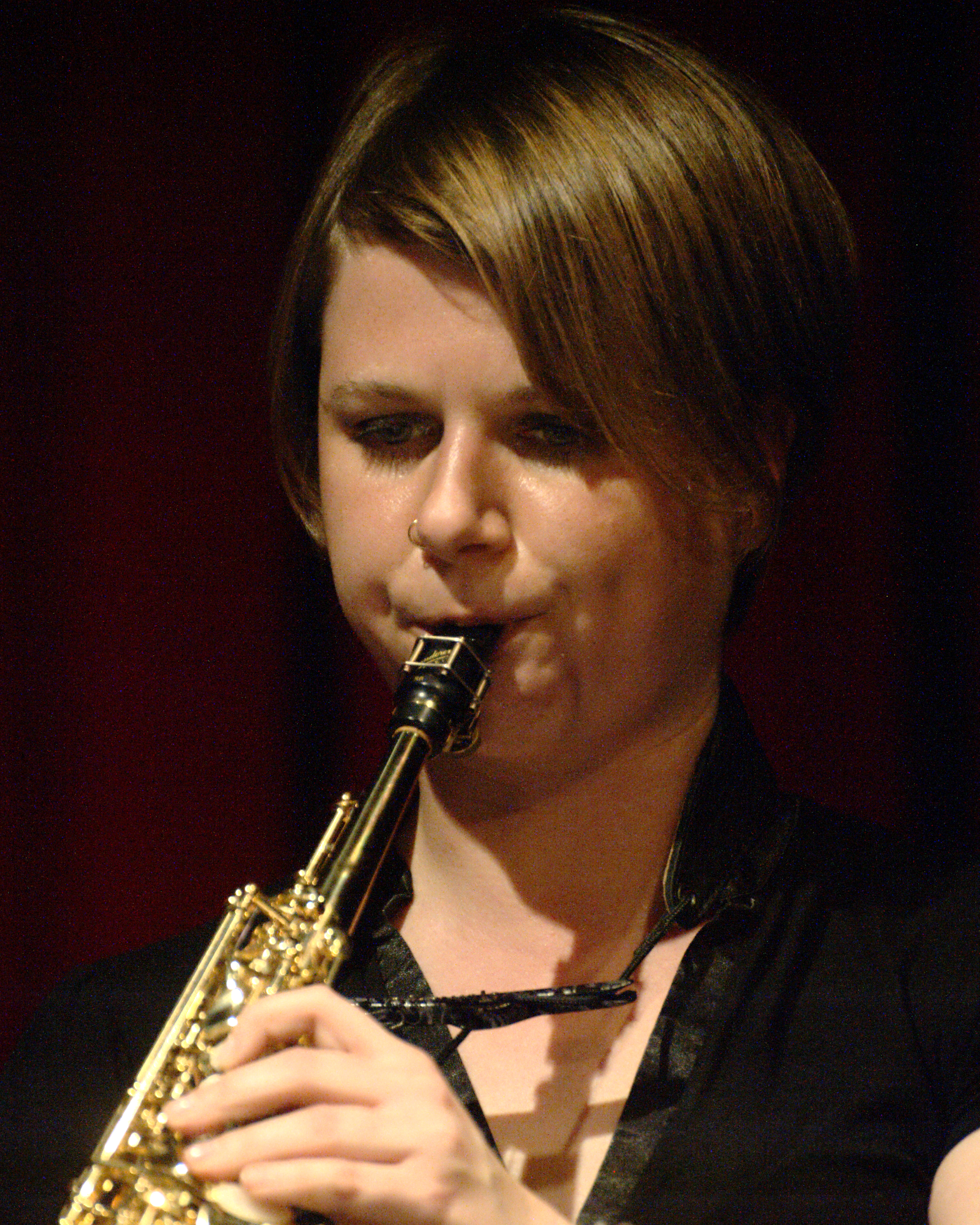
Kerstin Haberecht bei einem Konzert mit dem Gitarristen Lukas Roos im Rind Rüsselsheim am 31. März 2019

Kerstin Haberecht (* 1988 in Karlsruhe) ist eine deutsche Jazzmusikerin (Altsaxophon, auch Gesang, Komposition).

## Leben und Wirken
Haberecht wuchs weitgehend in der Südpfalz auf; im Alter von 13 Jahren entdeckte sie die Möglichkeit der Improvisation. Drei Jahre später sammelte sie bereits ihre ersten Bigband-Erfahrungen im Jugendjazzorchester Karlsruhe The Hip Herd, sowie im Landesjugendjazzorchester Rheinland-Pfalz, mit dem sie auch Konzerte in Brasilien und Südafrika gab. Zwischen 2008 und 2015 studierte sie an der Hochschule für Musik Mainz Jazz und Popularmusik bei Steffen Weber, Denis Gäbel sowie Thomas Bachmann.
Seit 2013 leitet sie ihr eigenes Quartett Haberecht4 (mit Nicolas Hering, Bastian Weinig und Mathis Grossmann), für das sie komponiert und mit dem sie 2016 das Album Essence bei Double Moon Records veröffentlichte. Mit ihren Saxophonkollegen Johannes Lind, Alexander Jung und Steph Winzen bildete sie das Saxophonquartett Mainz 04, das das Studioalbum Faces (2023) vorlegte. Im Duo Voltige mit dem Gitarristen Lukas Roos folgte 2024 das Album Maiden Flight.
Daneben spielte Haberecht mit der hr-Bigband, den Mainzer Philharmonikern, Fräulein Pugh, Lars Reichow, Horacio „El Negro“ Hernández, Joe Gallardo, Jiggs Whigham und Sebastian Sternal. Sie konzertierte u. a. bei Festivals wie den Leverkusener Jazztagen, Bingen swingt, Palatia jazz, der Düsseldorfer Jazz-Rally, dem Rheingau Musik Festival oder dem Landesjazzfestival Karlsruhe. Zusätzlich übernahm sie 2013 die künstlerische Leitung der Jugendjazztage Frankfurt.